# بیلیا
بیلیا (به فرانسوی: Billiat) یک کمون در فرانسه است که در Canton of Bellegarde-sur-Valserine واقع شده‌است.

## خصوصیات
بیلیا ۱۳٫۷۰ کیلومترمربع مساحت و ۴۴۸ نفر جمعیت دارد و ۵۰۰ متر بالاتر از سطح دریا واقع شده‌است.